# Broșteni (okręg Neamț)
Broșteni – wieś w Rumunii, w okręgu Neamț, w gminie Bahna. W 2011 roku liczyła 326 mieszkańców.